# Alitus (cratera)
Alitus é uma cratera marciana. Tem como característica 50 quilômetros de diâmetro. Deve o seu nome à Alytus situada na Lituânia.